# Габриэлли, Джулио (младший)
Джулио Габриэлли младший (итал. Giulio Gabrielli il Giovane; 20 июля 1748, Рим, Папская область — 26 сентября 1822, Альбано-Лациале, Папская область) — итальянский куриальный кардинал. Епископ Сенигаллии с 11 января 1808 по 5 февраля 1816. Государственный секретарь Святого Престола с 26 марта 1808 по 16 июня 1808. Секретарь апостольских бреве с 26 июля 1814 по 9 мая 1817. Префект Священной Конгрегации Тридентского Собора с 26 июля 1814 по 6 мая 1820. Апостольский про-датарий с 12 мая 1820 по 26 сентября 1822. Кардинал-священник с 23 февраля 1801, с титулом церкви Сан-Томмазо-ин-Парионе с 20 июля 1801 по 17 декабря 1819. Кардинал-священник с титулом церкви Сан-Лоренцо-ин-Лучина с 17 декабря 1819 по 26 сентября 1822.